# Долни Радковци
Долни Радковци е село в Северна България. То се намира в община Трявна, област Габрово.

## География
Село Долни Радковци се намира в планински район. Население 1 човек и 6 къщи.